# Lactarius pallescens
Lactárius palléscens (лат.) — вид грибов рода млечник (Lactarius) семейства сыроежковые (Russulaceae).

## Описание
- Шляпка 3—10 см в диаметре, выпуклой формы, затем становится плоско-вдавленной или воронковидной, со слизистой поверхностью, гладкая, м молодом возрасте молочно-белого, затем светло-винно-коричневого цвета, иногда с возрастом покрывается охристыми или ржавыми пятнами, зоны отсутствуют или слабо выражены. Кутикула шляпки — иксотриходермис.
- Гименофор пластинчатый. Пластинки приросшие к ножке или слабо нисходящие на неё, расположены сначала часто, затем более редко, молочно-белого цвета, при повреждении становятся сиреневыми.
- Мякоть белого цвета, на воздухе сначала сиреневеет, затем становится сиренево-коричневой, со слабым островатом вкусом, с белым, при подсыхании становящимся винно-коричневым, пресным млечным соком.
- Ножка 3—8 см длиной и 0,9—1,7 см толщиной, утолщающаяся книзу, слизистая, при высыхании блестящая, белого цвета, как и шляпка, с возрастом темнеет и покрывается пятнами в основании и на повреждённых участках.
- Споровый порошок кремового цвета. Споры 9—10,5×7—9 мкм, эллипсоидной формы. Базидии четырёхспоровые, 50—60×9—12 мкм. Макроцистиды 75—110×6—15 мкм, веретеновидной формы. Хейлоцистиды 37—75×6—11 мкм.

## Экология и ареал
Произрастает на почве или гумусе в хвойных лесах, в конце лета и осенью. Известен из северо-западной части Северной Америки.

## Сходные виды
- Lactarius uvidus (Fr.) Fr. 1838 — Млечник мокрый